# Vdovstvo Karoline Žašler
Vdovstvo Karoline Žašler je 109-minutni slovenski celovečerni film, ki je bil posnet in predvajan 16. novembra 1976. Režiral ga je Matjaž Klopčič, scenarij pa je napisal Tone Partljič. Film je bil nominiran za zlatega medveda na berlinskem filmskem festivalu.

## Zasedba
- Milena Zupančič – Karolina Žašler
- Polde Bibič – Žašler
- Boris Cavazza – Tenor
- Zlatko Šugman – Prunk
- Radko Polič – harmonikar Franček
- Dare Ulaga – Gabrijel
- Anton Petje – Korl
- Marjeta Gregorač – natakarica Anica
- Marko Okorn – Lojz
- Miranda Caharija – Korlova žena
- Marjan Hinteregger – Fonza

## Vsebina
Zgodba se prične na Sladkem Vrhu v ruralno industrijskem okolju, kjer se poročena Karolina Žašler spusti v erotično razmerje z mladeničem Lojzom, kar opazijo vaščani in Karolino označijo za lahkoživko, Žašlerja pa za nesposobneža.
Na gasilski veselici jo še poročeni kmet Korl prisili v odnos, kar razmere poslabša so te mere, da se še isti večer Žašler odloči za "polet na Mars" in se utopi v bližnji reki. Njegovega trupla ne najdejo. Za Karolino razmere v tem majhnem okolju postanejo nevzdržne. Čedalje bolj se zapleta s Korlom, kar doseže vrhunec, ko hoče Korl zažgati kmetijo, pri tem pa ga oče ubije v samoobrambi. Položaj Karoline se s tem še poslabša, saj jo krivijo za Korlovo smrt. 
Sla in želja po človeški toplini in domačnosti Karolino vodita od moškega k moškemu, a jo vsi ljubimci slej ko prej pustijo samo in nemočno. Karolina pozneje spozna Tenorja, novega delavca v tovarni in se tudi z njim spusti v razmerje. Kmalu jo tudi Tenor zapusti, na kar dokončno ostane sama. Osamljena, javno osramočena in zapita se odloči, da se reši vseh muk, in se v vremenoslovski koči razstreli z raketami proti toči. Film se konča z njenim pokopom.

## Balada o Karolini Žašler
Tone Partljič je svoj scenarij za film Vdovstvo Karoline Žašler leta 2014 znatno predelal za gledališko predstavo. Pod naslovom Balada o Karolini Žašler in v režiji Dušana Mlakarja so jo v sezoni 2014/2015 na oder postavili v Šentjakobskem gledališču v Ljubljani. Krstna uprizoritev je bila 23. januarja 2015.